# Krasnodar-Stadion
Das Krasnodar-Stadion (russisch Стадион ФК «Краснодар», Stadion FK Krasnodar) ist ein Fußballstadion in der russischen Stadt Krasnodar. Es beheimatet die Spiele des Fußballvereins FK Krasnodar in der Premjer-Liga und ersetzte das Kuban-Stadion, welches bis 2018 auch dem FK Kuban Krasnodar als Heimspielstätte diente. Es bietet 33.979 Zuschauerplätze, darunter 3.197 V.I.P.- und Logen-Plätze.

## Geschichte
Das Krasnodar-Stadion wurde von Gerkan, Marg und Partner zusammen mit SPeeCH Architecture Office entworfen und von Esta Construction vom April 2013 bis zur Inbetriebnahme im September 2016 erbaut. Die Dachmembran wird durch eine Schrägseil-Konstruktion gehalten und überdeckt alle Zuschauerplätze. Unter dem Dach ist für die kalten Tage eine Infrarotheizung installiert. Die Baukosten betrugen 20 Mrd. Rubel (ca. 290 Mio. Euro). Das erste Spiel fand mit einem Freundschaftsspiel der russischen Nationalmannschaft gegen Costa Rica am 9. Oktober 2016 statt. Das erste Heimspiel des FK Krasnodar wurde am 20. Oktober 2016 in der UEFA Europa League 2016/17 gegen den FC Schalke 04 (0:1) ausgetragen.
Eine Besonderheit ist die rund 5.000 m² große Videowand im Innenraum des Stadions. Sie erstreckt sich komplett rundum über dem Oberrang. Neben dem kreisrunden und 42 Meter hohen Stadion befindet sich das moderne Trainingszentrum des Vereins mit 15 Fußballplätzen, Spielerunterkünften und weiteren Gebäuden.
Bei der Auswahl der Spielstätten für die Fußball-Weltmeisterschaft 2018 in Russland wurde der Neubau nicht berücksichtigt.

## Länderspiele
Bisher fanden zwei Partien der russische Fußballnationalmannschaft der Männer im Krasnodar-Stadion statt. Hinzu kam ein Freundschaftsspiel der Argentinier gegen Nigeria.
|                                       |   |                |     |
| 9. Oktober 2016, Freundschaftsspiel   |   |                |     |
| Russland                              | – | Costa Rica     | 3:4 |
| 24. März 2017, Freundschaftsspiel     |   |                |     |
| Russland                              | – | Elfenbeinküste | 0:2 |
| 13. November 2017, Freundschaftsspiel |   |                |     |
| Argentinien                           | – | Nigeria        | 2:4 |

## Galerie

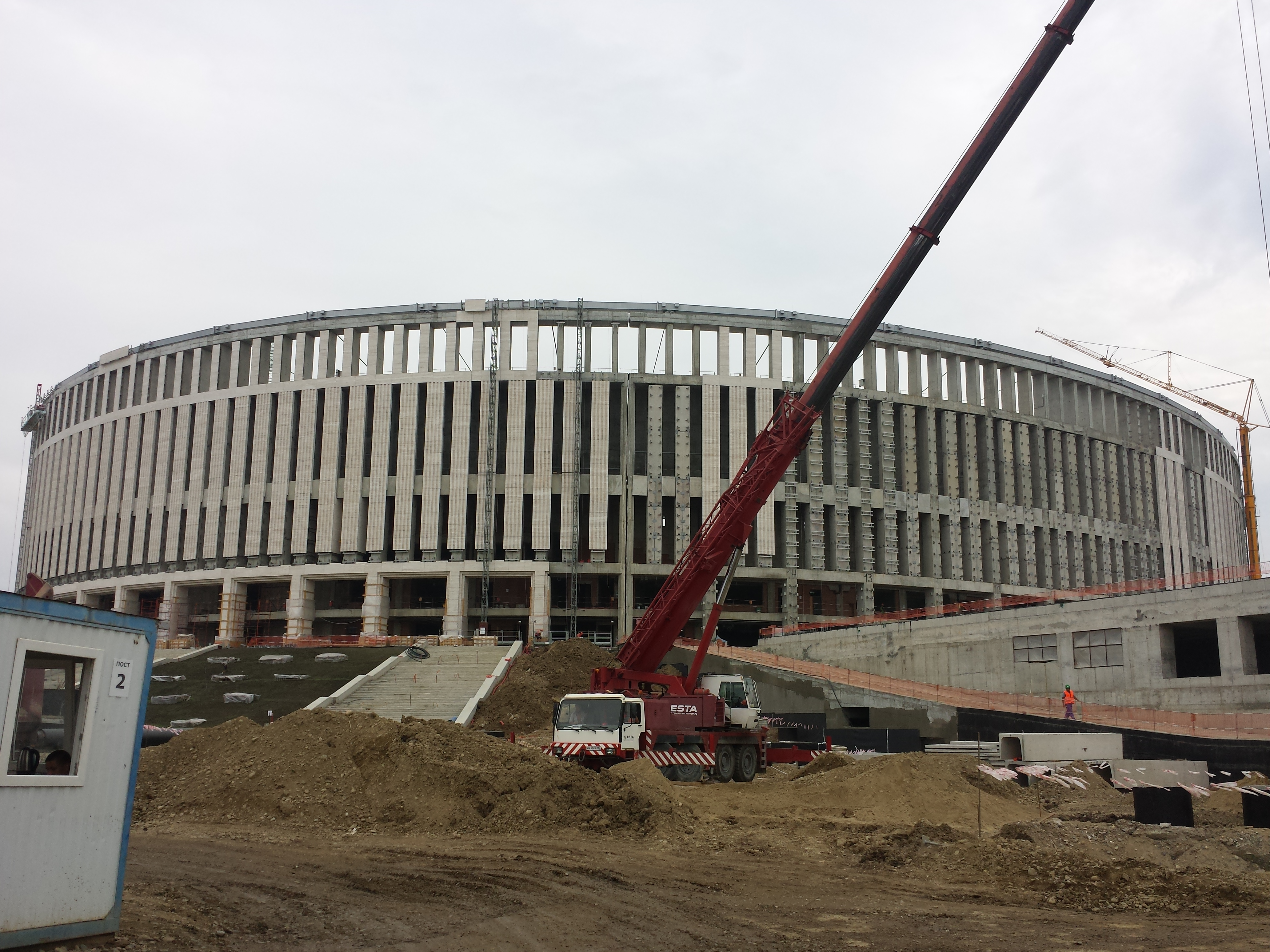
Die Stadionbaustelle im Juli 2015
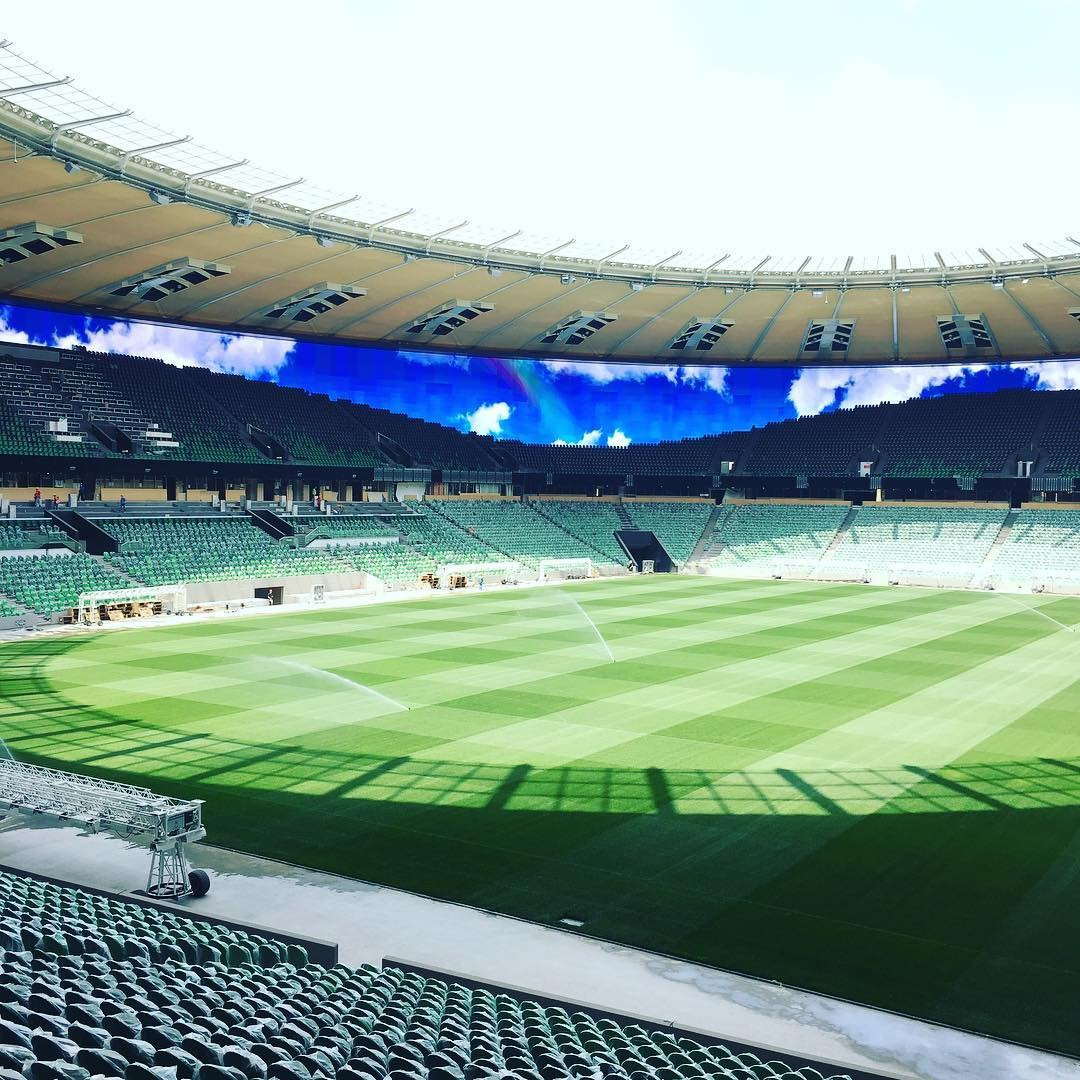
Die umlaufende Videowand im Stadion (2016)
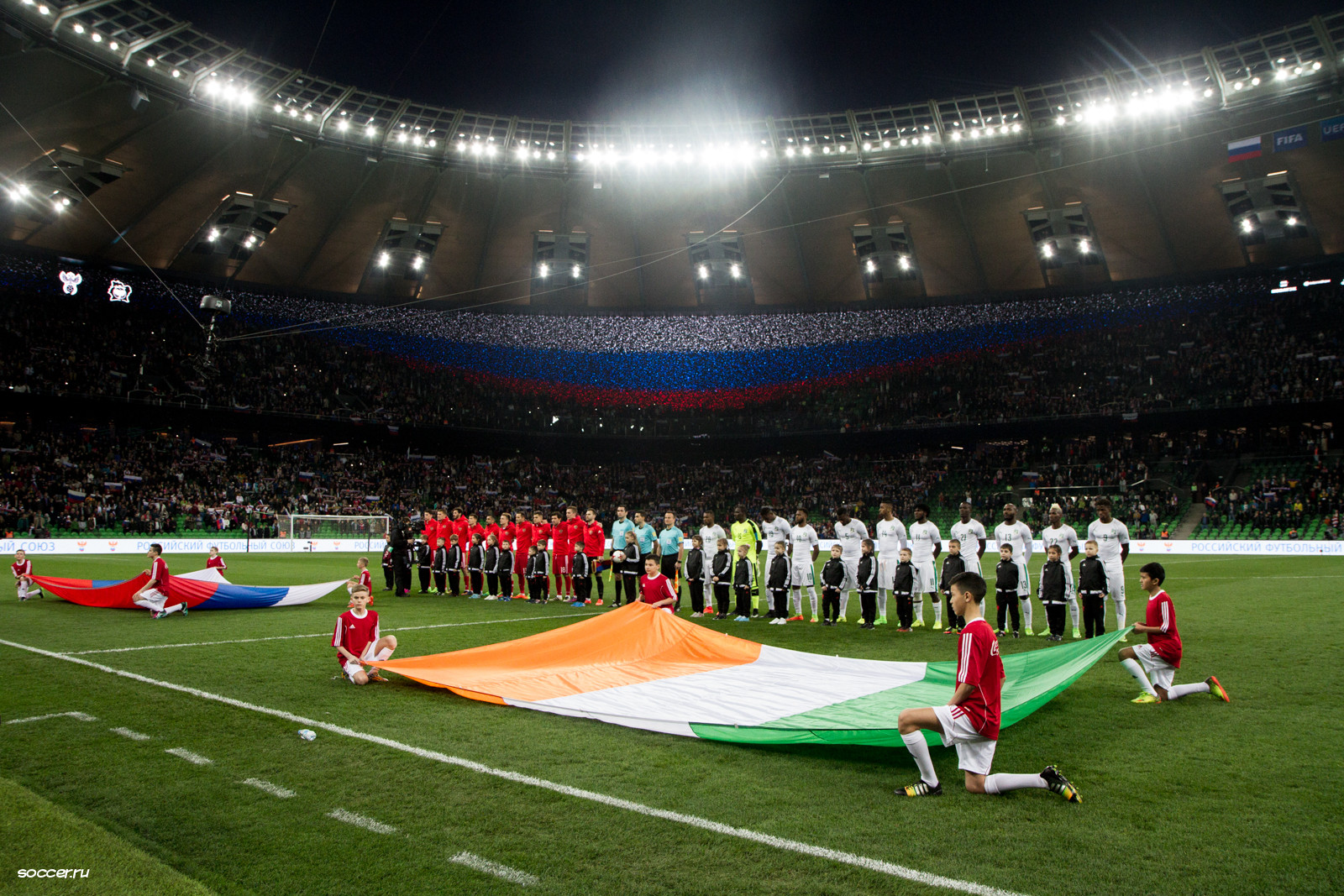
Länderspiel zwischen Russland und der Elfenbeinküste am 24. März 2017